# Ida Siekmann

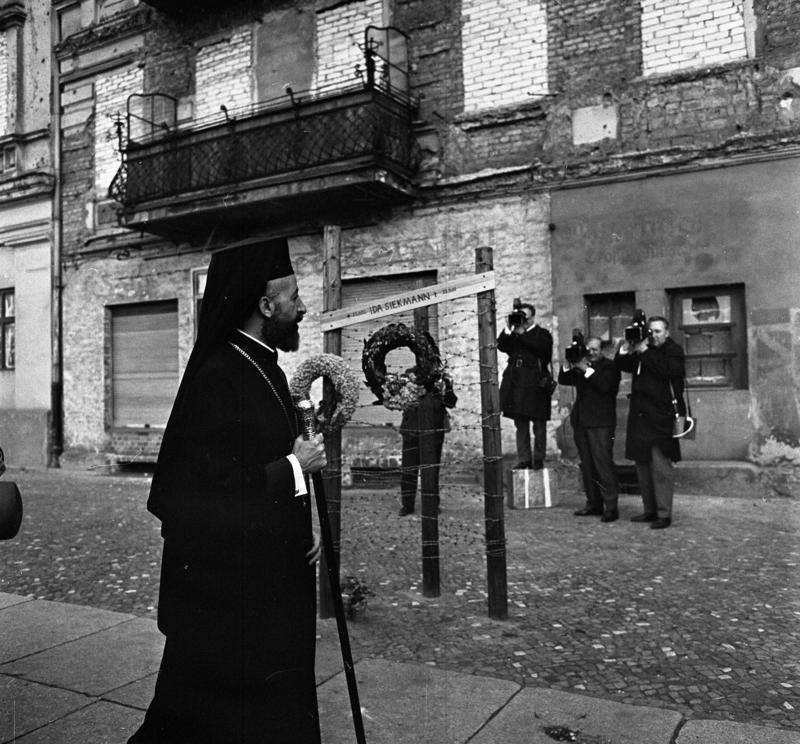
Visite de Makarios III, président de la république de Chypre, au mémorial dédié à Ida Siekmann sur le lieu de sa chute ; mai 1962. La photographie montre les portes et fenêtres de l'immeuble barricadées, pour empêcher la fuite des résidents vers l'ouest.

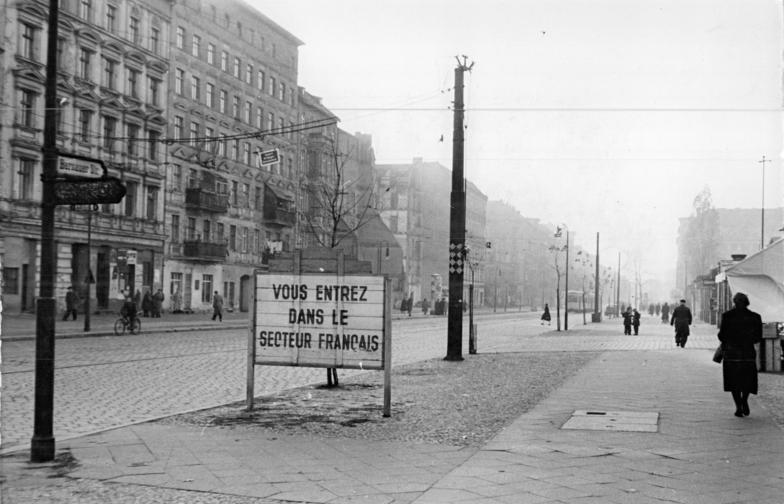
Bernauer Straße en 1955. Le numéro 48 est le deuxième bâtiment à gauche. La fenêtre d'Ida Siekmann est au 3e étage en ligne directe au-dessus de la porte d'entrée principale.

Ida Siekmann, née le 23 août 1902 dans le village de Górki, arrondissement de Marienwerder (de) en province de Prusse-Occidentale et morte le 22 août 1961 à Berlin-Ouest, citoyenne allemande puis est-allemande, est considérée comme la première victime du Mur de Berlin. Elle meurt neuf jours après le début de la construction du Mur, en sautant de la fenêtre de son appartement à Berlin-Est pour tenter de passer à l'ouest.

## Biographie
Sa vie avant son accident est peu documentée. En 1961, lorsque débute la construction du Mur, elle vit au 3e étage de l'immeuble au 48 Bernauer Straße, une rue qui constitue une partie de la frontière entre le secteur soviétique et le secteur français de Berlin. Depuis 1945 les immeubles sur le côte sud de la rue font partie de Berlin-Est, tandis que la rue elle-même, et le trottoir en bas des immeubles, appartiennent à Berlin-Ouest. Cette situation incongrue signifie que les résidents est-allemands de Bernauer Straße pénètrent Berlin-Ouest simplement en quittant leur immeuble par la porte d'entrée. Ida Siekmann effectue donc des va-et-vient réguliers entre les secteurs est et ouest tant que la frontière demeure ouverte, y compris pour visiter sa sœur à quelques rues de là, à l'ouest. Elle n'est pas mariée, n'a pas d'enfants et vit seule.
Le 13 août 1961, les autorités est-allemandes érigent sans prévenir des barbelés entre les secteurs est et ouest, durant la nuit, et entament la construction d'un mur de séparation. Officiellement, il s'agit d'un « mur de protection anti-fasciste » pour sauvegarder la « liberté » des citoyens de la République démocratique allemande. En pratique, le Mur a pour fonction d'endiguer le flot de migrants passant à l'ouest. Au cours des jours qui suivent, les portes des immeubles menant de l'est à l'ouest sur Bernauer Straße sont condamnées ; de nouvelles portes sont introduites à l'arrière des bâtiments. Des gardes sont postés à l'intérieur de ces immeubles, et contrôlent les allées et venues. Siekmann se retrouve coupée de sa famille et de ses connaissances à l'ouest.
Des résidents se mettent à sauter de leurs fenêtres pour atterrir à l'ouest. Les services pompiers de Berlin-Ouest déploient des bâches pour les recevoir sans qu'ils ne se blessent. Le 21 août, la porte de l'immeuble où vit Ida Siekmann est scellée par les autorités de l'est. Le lendemain matin à 6h50, la veille de son 59e anniversaire, elle jette son matelas et d'autres biens personnels par la fenêtre, et saute, en pleine vue des passants. Les pompiers n'ont pas le temps de venir l'attraper. Elle se blesse grièvement en atterrissant sur le trottoir. Transportée d'urgence à l'hôpital, elle meurt en chemin.
La presse de l'ouest condamne la nature d'un régime à l'est qui pousse ses ressortissants à de tels gestes. La sœur de la défunte reçoit les condoléances du gouvernement de la République fédérale d'Allemagne. Ernst Lemmer, le ministre fédéral des Questions pan-allemandes, et Helmut Mattis, le maire du district de Wedding, déposent ensemble devant l'immeuble une couronne de fleurs portant l'inscription « privée de liberté ». De nombreux anonymes viennent également déposer des fleurs. À terme, les autorités du district érigent un monument là où Ida Siekmann est tombée : trois piliers de bois enrobés de fil-de-fer barbelé. Au cours des décennies qui suivent, des cérémonies s'y déroulent régulièrement. Konrad Adenauer s'y rend, de même que le ministre américain de la Justice Robert Kennedy, parmi d'autres dignitaires étrangers venus déposer des fleurs et observer une minute de silence. Le monument commémorant Ida Siekmann représente alors implicitement toutes les victimes du Mur, et les cérémonies sont une forme d'opposition à l'existence de cette barrière mortelle.
Deux jours après la mort de Siekmann, Günter Litfin est la première personne à être abattue par les gardes est-allemands en tentant de passer le Mur. En septembre et octobre 1961, trois autres personnes meurent en sautant ou en tombant des immeubles de Bernauer Straße, en tenant de passer à l'ouest : Rudolf Urban (47 ans), Olga Segler (80 ans), et Bernd Lünser (22 ans). 